# 金紹賢
金紹賢（1911年5月12日—2005年9月29日），字思齊。河北省撫寧縣人。民國37年（1948年）在瀋陽市選區當選第一屆立法委員

## 生平[1][2][3][4][5][6][7]
- 國立北平大學經濟系畢業
- 鐵道部祕書
- 廣西大學經濟研究所第一名畢業，旋獲延聘留校任教於經濟系
- 抗戰軍興，髓政府內遷重慶，重慶及東北中正等大學教授
- 中國航空公司總稽核
- 民國四十八年九月十五日創辦之《政經半月刊》